# آن در گرین گیبلز: دنباله
آن در گرین گیبلز: دنباله (انگلیسی: Anne of Green Gables: The Sequel) یک مینی سریال تلویزیونی کانادایی محصول سال ۱۹۸۷ است که بر پایه رمان‌های آن در اونلی، آن در جزیره، آن در ویندی پاپلز نوشته لوسی ماد مونتگومری ساخته شده‌ است. این مجموعه دومین قسمت از چهارگانه آن در گرین گیبلز است که توسط کوین سالیوان ساخته شده ‌است.

## بازیگران
| بازیگر           | نقش                    |
| ---------------- | ---------------------- |
| مگان فالووز      | آن شرلی                |
| رزماری دانسمور   | کاترین بروک            |
| وندی هیلر        | مارگارت هریس           |
| فرانک کانورس     | مورگان هریس            |
| جِنِویو اَپِلتون     | امیلاین هریس           |
| جاناتان کرامبی   | گیلبرت بلایت           |
| کالین دوهرست     | ماریلا کاتبرت          |
| پاتریشیا همیلتون | راشِل لیند              |
| مریلین لایتستون  | موریل اِستِیسی           |
| اسکایلر گرانت    | دایانا بری رایت        |
| کیت لینچ         | پولین هریس             |
| سوزانا هافمن     | جِین پرینگِل             |
| رزماری ردکلیف    | خانم بَری               |
| شارمین کینگ      | عمه ژوزفین بَری         |
| رابرت کالینز     | آقای بَری               |
| بروس مک‌کولوچ     | فِرِد رایت (شوهر دایانا) |
| مگ رافمن         | آلیس لاوسون            |
| میراندا دی پنسیر | جوزی پای               |
| زاک وارد         | مودی مک فرسون          |
| دیوید فاکس       | آقای بلایت             |
| دیو فولی         | لوئیس آلن              |